# Паращук Юрій Григорович

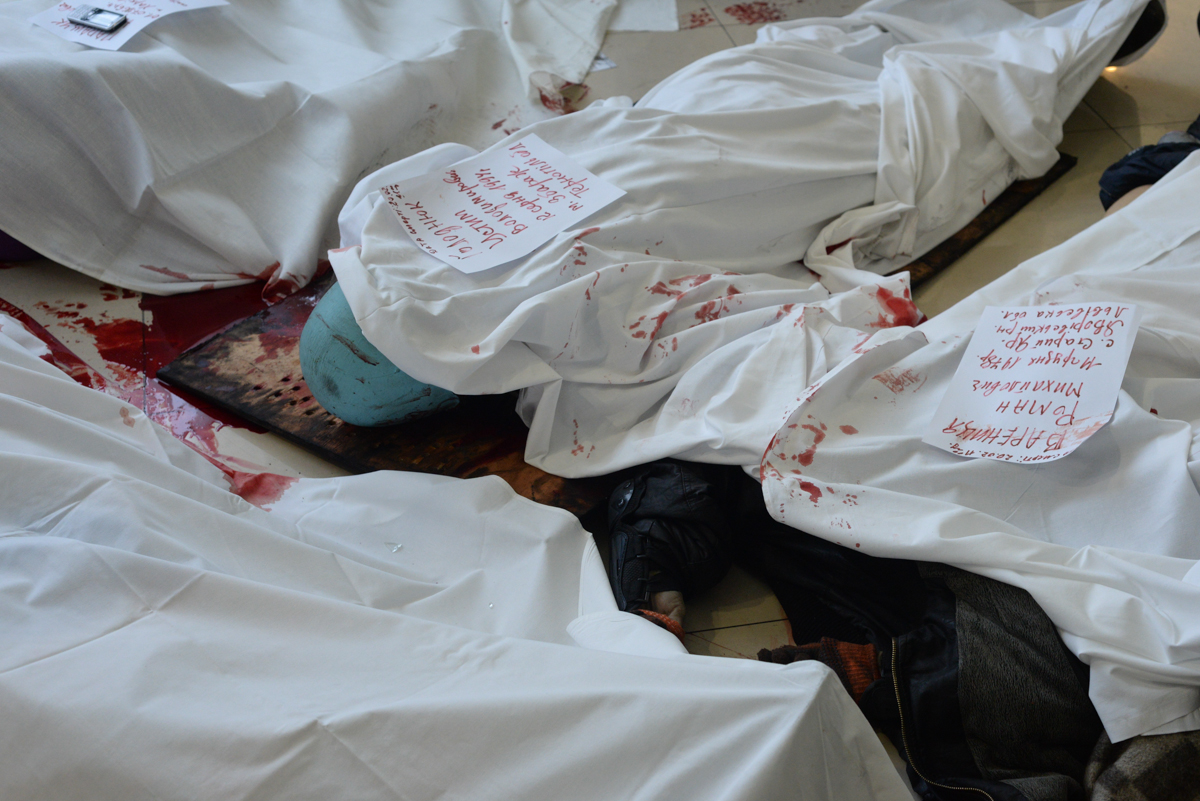
Тіла загиблих Паращука, Голоднюка і Варениці у Готелі «Україна», 20 лютого

Юрій Григорович Паращук (1 липня 1966 року, м. Тальне, Черкаська область, УРСР — 20 лютого 2014 року, Київ, Україна) — громадський активіст, волонтер Євромайдану. Герой України.

## Життєпис
Юрій Паращук народився 1 липня 1966 року у місті Тальне Черкаської області. Закінчив тальнівську середню загальноосвітню школу № 1. Після закінчення школи переїхав спочатку до Києва, а згодом до Харкова.
У Харкові Юрій працював столяром, був релігійною людиною та патріотом. Коли працював у Москві — навіть там завжди принципово говорив українською. Поїхав на Майдан, бо відчував, що це його місія від Бога.
На Майдан приїздив із 1 грудня 2013 року. Вступив до лав «Свободи». Рятував людей, не маючи жодних захисних засобів, навіть шолома. 20 лютого 2014 року на Майдані Незалежності у Києві його вбила снайперська куля. Снайпер поцілив йому в потилицю під час відступу силовиків із барикад на Інститутській вулиці.
У Юрія залишилася мати Юзефа Іванівна (живе у Тальному, перед цим перенесла інсульт), син від першого шлюбу, дружина і дві прийомні доньки.
Похований у м. Тальне.

## Нагороди
- Звання Герой України з удостоєнням ордена «Золота Зірка» (21 листопада 2014, посмертно) — за громадянську мужність, патріотизм, героїчне відстоювання конституційних засад демократії, прав і свобод людини, самовіддане служіння Українському народу, виявлені під час Революції гідності[5]
- Медаль «За жертовність і любов до України» (УПЦ КП, червень 2015) (посмертно)[6]

## Вшанування пам'яті

Меморіальна дошка на честь харківських героїв Небесної сотні на стіні Іоано-Богословського храму

- Меморіальна дошка на честь харківських героїв Небесної сотні на стіні Іоано-Богословського храмуНа честь Юрія Паращука у м. Харків названо вулицу (колишня І.Минайленка)[7]
- 21 вересня 2021 року відкрита меморіальна дошка на стіні Іоано-Богословського храму ПЦУ в Харкові[8].